# سیارک ۶۷۵۰
سیارک ۶۷۵۰ (به انگلیسی: 6750 Katgert، نامگذاری:1078T-1) شش هزار و هفتصد و پنجاهمین سیارک کشف شده‌است که در ۲۴ مارس ۱۹۷۱ کشف شد.
قدر مطلق سیارک برابر ۱۲٫۴۰ است.